# لوآر
شهرستان لوآر (به فرانسوی: Loire) در ناحیه رون-آلپ در کشور فرانسه واقع شده‌است.